# Гудогай (деревня)
Гудогай (бел. Гудагай) — деревня в Островецком районе Гродненской области Беларуси. В составе Гудогайского сельсовета. Население 38 человек (2014).

## Этимология
Название балтийского происхождения от основы гуд (gudas) - белорус, представленной в личном имени Гуд. "Гудами" в межвоенной Литве было принято называть белорусов, но в более ранние времена литовцами так назывались все, кто отличался языком или хотя бы диалектом (зачастую называли и носителей другого диалекта литовского языка).

## География
Деревня расположена в 5 км к югу от посёлка Гудогай и одноимённой ж/д станции; в 8 км к юго-западу от центра города Островец. Деревня стоит на границе с Ошмянским районом, в 10 км к западу от деревни проходит граница с Литвой, Гудогай находится в приграничной зоне Республики Беларусь. Через деревню проходит шоссе Р48.

## История
Впервые Гудогай упоминается в конце XVI века. В XVII веке имение многократно переходило из рук в руки. Католический приход здесь был образован в 1777 году, в 1764 году был выстроен деревянный костёл Посещения. Храм был выстроен на средства тогдашнего хозяина имения Юзефа Войны и его жены Людвики. Юзеф и Людвика Войны также пригласил в Гудогай монахов из ордена кармелитов.
Гудогайский храм был широко известен как место хранения иконы Гудогайской Божией Матери, почитаемой чудотворной. Ранняя история иконы неизвестна, вероятно она создана в XVI-начале XVII века, однако в акте об основании кармелитского монастыря от 1764 года говорится, что икона «славится чудесами уже сто лет».
В результате третьего раздела Речи Посполитой (1795) Гудогай оказался в составе Российской империи, в Ошмянском уезде Виленской губернии.
После подавления восстания 1830 года большое число католических монастырей на территории современной Белоруссии были закрыты. В 1832 году был закрыт и кармелитский монастырь в Гудогае, храм был закрыт и продан еврейской общине под снос, а икона перенесена в храм в Ошмянах. Церковь, однако, разрушена не была, в 1856 году её выкупил, а позднее восстановил о. Данат Семашко. В 1874 году рядом с деревней прошла Либаво-Роменская железная дорога, в 5 км от поселения была заложена станция, вокруг которой быстро вырос посёлок.
В 1906 году в Гудогае был восстановлен католический приход, годом позже в храм Посещения возвращена икона. В Первую мировую войну в 1915 году Гудогай заняли немецкие войска, позже местечко занимали большевики и польское войско. Согласно Рижскому мирному договору (1921) Гудогай оказался в составе межвоенной Польской Республики, где принадлежал Ошмянскому повету Виленского воеводства.
С 1939 года в составе БССР. В ходе Великой Отечественной войны деревня находилась под нацистской оккупацией с июня 1941 по июль 1944 года.
15 июля 2007 года состоялась торжественная коронация Гудогайской иконы Божией Матери.

## Достопримечательности
- Католическая церковь Посещения, памятник деревянного зодчества, 1764 год.
  - Гудогайская икона Божией Матери. Расположена в центре главного алтаря церкви Посещения.

### Утраченное наследие
- Монастырь кармелитов (XVIII в.)